# Болота Пермского края
В Пермском крае насчитывается около 1000 болот, которые вместе с заболоченными лесами занимают более 25 000 км². В крае широко распространены как низинные, так и верховые болота.
Болота на севере края — следы бывшего материкового оледенения. Болота и торфяники в речных долинах расположены в местах их расширений, например: устья Колвы и Вишеры, долина Камы на участках Чёрмоз — Слудка, Пермь — Нытва. Часть болот образована в результате естественных процессов в малопроточных водоёмах. Развитие болот также происходит в некоторых карстовых воронках, котловинах и депрессиях, в которых происходит застаивание атмосферных вод, — на водоразделах Камы и Чусовой, Сылвы и Ирени, Колвы и Вишеры. Образование болот может также происходить в результате хозяйственной деятельности человека: интенсивная вырубка лесов, создание водохранилищ, строительство дамб, прокладка дорог.
В Пермском крае насчитывается более 800 болот с торфяными залежами, которые могут иметь промышленное значение. Но на многих из них добыча торфа не рекомендована ввиду их природоохранной роли и других ценных качеств: на болотах растут богатые витаминами ягоды: клюква, морошка, княженика, встречаются сенокосные угодья.
Крупнейшие болота расположены на севере края:
- Большое Камское — 810 км²,
- Джурич-Нюр — 350 км²,
- Бызимское — 194 км².